# جغرافیای حاره‌ای

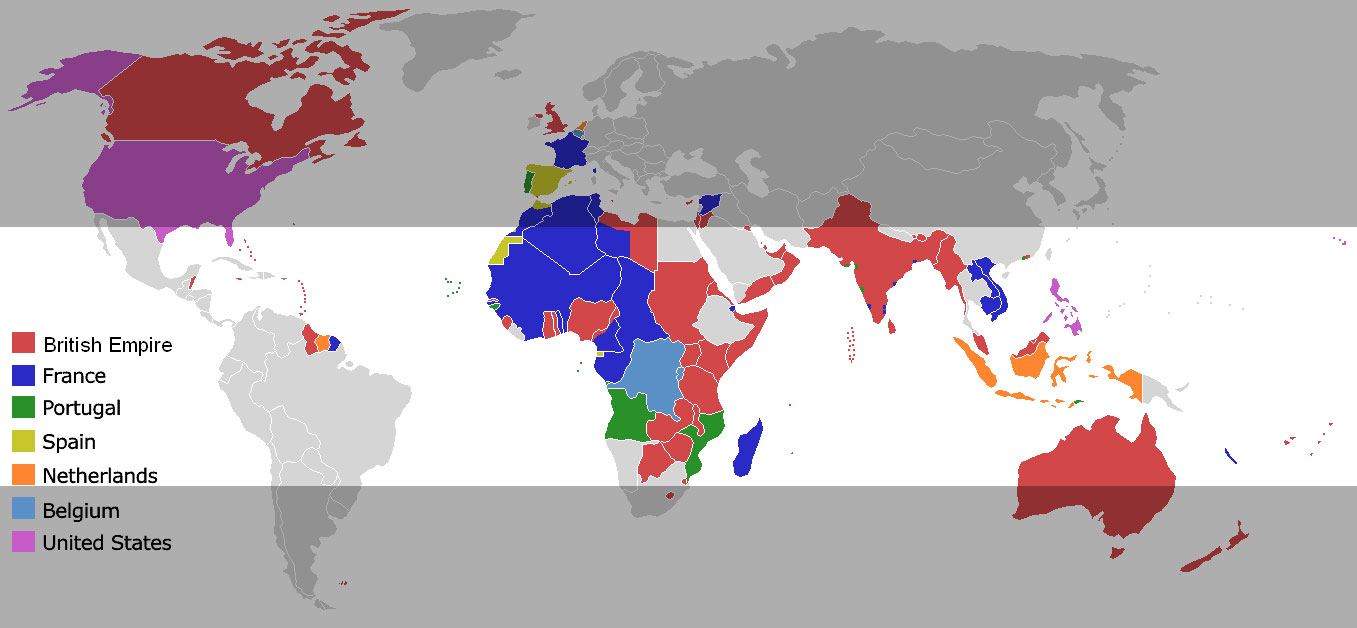
نقشه ای که وضعیت استعماری جهان در سال ۱۹۴۵ را نشان می‌دهد که در آن منطقه بین‌مدارگان برجسته شده‌است.

جغرافیای حارّه‌ای (انگلیسی: Tropical geography) به مطالعه مکان‌ها و افراد در مناطق حاره‌ای اشاره دارد. زمانی که جغرافیای حاره‌ای برای اولین بار به عنوان یک رشته مطرح شد، ارتباط نزدیکی با امپریالیسم و گسترش استعمار امپراتوری‌های استعماری اروپایی داشت، زیرا دانشمندان مشارکت‌کننده تمایل داشتند مکان‌های حاره‌ای را به عنوان «بدوی» و مردم را «غیر متمدن» و «فرودست» نشان دهند. طیف وسیعی از موضوعات در اواخر قرن ۱۸ تا اوایل قرن ۲۰ در زمینه جغرافیای حاره‌ای مورد بحث و بررسی قرار گرفته‌است که مواردی مانند جانورشناسی، اقلیم‌شناسی، ژئومورفولوژی، اقتصاد و مطالعات فرهنگی را در بر می‌گیرد.
این رشته در حال حاضر بیشتر با عنوان جغرافیای توسعه شناخته می‌شود، زیرا از دهه ۱۹۵۰میلادی، مستعمره‌سازی با توسعه اقتصادی به عنوان محرک اصلی ایدئولوژیک تعاملات بین‌المللی و جهانی جایگزین شده‌است. امروزه، بسیاری از پژوهشگران به استفاده از اصطلاح جغرافیای حاره‌ای برای مخالفت با جبر نهفته در این واژه و بیگانه‌سازی کشورهای مناطق حاره و ساکنان آن‌ها ادامه می‌دهند.